# The Foxes of Harrow
 The Foxes of Harrow és una pel·lícula estatunidenca dirigida per John M. Stahl, estrenada el 1947.

## Argument
Stephen Fox (Rex Harrison), jugador professional, guanya una immensa plantació després d'una partida de cartes a la Nova Orleans del segle xix. Instal·lat en aquesta propietat, es casa amb la bella Odalie (Maureen O'Hara). Tanmateix, la mateixa nit de noces, el capità Mike Farrell (Victor McLaglen), el seu antic company de trapelleries, apareixerà al lloc disposat a quedar-se.

## Repartiment
- Maureen O'Hara: Odalie 'Lilli' D'Arceneaux
- Rex Harrison: Stephen Fox
- Richard Haydn: Andre LeBlanc
- Victor McLaglen: Capità Mike Farrell
- Vanessa Brown: Aurore D'Arceneaux
- Patricia Medina: Desiree
- Gene Lockhart: Vescomte Henri D'Arceneaux
- Charles Irwin: Sean Fox
- Hugo Haas: Otto Ludenbach
- Dennis Hoey: Master of Harrow
- Roy Roberts: Tom Warren
- Henri Letondal: Maspero

## Premis i nominacions

### Nominacions
- 1948. Oscar a la millor direcció artística per Lyle R. Wheeler, Maurice Ransford, Thomas Little i Paul S. Fox